# Мозамбик на летних юношеских Олимпийских играх 2014
Мозамбик на летних юношеских Олимпийских играх 2014, проходивших в китайском Нанкине с 16 по 28 августа, был представлен тремя спортсменами в двух видах спорта.

## Состав и результаты

### Лёгкая атлетика
Мозамбик представлял один спортсмена.
Легенда: Q — финал А (медальный), qB — финал B (без медалей), qC — финал С (без медалей), qD — финал D (без медалей), qE — финал E (без медалей).

#### Девушки
| Спортсмен    | Дисциплина | Предварительный раунд | Предварительный раунд | Финал     | Финал |
| Спортсмен    | Дисциплина | Результат             | Место                 | Результат | Место |
| ------------ | ---------- | --------------------- | --------------------- | --------- | ----- |
| Изабель Мэйт | 200 метров | 27,62                 | 20 qC                 | 27,52     | 19    |

### Плавание
Мозамбик представляли два пловца.

#### Юноши
| Спортсмен   | Дисциплина               | Предварительный заплыв | Предварительный заплыв | Полуфинал            | Полуфинал            | Финал                | Финал                |
| Спортсмен   | Дисциплина               | Время                  | Место                  | Время                | Место                | Время                | Место                |
| ----------- | ------------------------ | ---------------------- | ---------------------- | -------------------- | -------------------- | -------------------- | -------------------- |
| Шакил Факир | 50 метров вольным стилем | 24,85                  | 33                     | Завершил выступление | Завершил выступление | Завершил выступление | Завершил выступление |
| Шакил Факир | 50 метров баттерфляем    | 26,84                  | 40                     | Завершил выступление | Завершил выступление | Завершил выступление | Завершил выступление |

#### Девушки
| Спортсмен          | Дисциплина             | Предварительный заплыв | Предварительный заплыв | Полуфинал             | Полуфинал             | Финал                 | Финал                 |
| Спортсмен          | Дисциплина             | Время                  | Место                  | Время                 | Место                 | Время                 | Место                 |
| ------------------ | ---------------------- | ---------------------- | ---------------------- | --------------------- | --------------------- | --------------------- | --------------------- |
| Джаннат Сонненшайн | 50 метров баттерфляем  | 29,35                  | 26                     | Завершила выступление | Завершила выступление | Завершила выступление | Завершила выступление |
| Джаннат Сонненшайн | 100 метров баттерфляем | 1:03,81                | 21                     | Завершила выступление | Завершила выступление | Завершила выступление | Завершила выступление |